# اوکانر ۸۳۵۷
سیارک ۸۳۵۷ (به انگلیسی: 8357 O'Connor، نامگذاری:1989SC1) هشت هزار و سیصد و پنجاه و هفتمین سیارک کشف شده‌است که در ۲۵ سپتامبر ۱۹۸۹ کشف شد.
قدر مطلق سیارک برابر ۱۴٫۱۰ است.